# Verreauxia
Verreauxia es un género con cinco especies de plantas fanerógamas perteneciente a la familia Goodeniaceae.

## Taxonomía
El género fue descrito por  George Bentham y publicado en Flora Australiensis: a description . . . 4: 105. 1868.

## Especies
- Verreauxia dyeri E.Pritz.
- Verreauxia paniculata Benth.
- Verreauxia reinwardtii Benth.
- Verreauxia verreauxii (de Vriese) Carolin
- Verreauxia villosa E.Pritz.